# Donghe (köpinghuvudort i Kina, Hainan Sheng, lat 19,05, long 108,94)
Donghe (kinesiska: 东河镇) är en köpinghuvudort i Kina. Den ligger i provinsen Hainan, i den södra delen av landet, omkring 180 kilometer sydväst om provinshuvudstaden Haikou. Antalet invånare är 21 732. Befolkningen består av 10 301 kvinnor och 11 431 män. Barn under 15 år utgör 22,0 %, vuxna 15-64 år 70 %, och äldre över 65 år 7,0 %.
Runt Donghe är det ganska tätbefolkat, med 172 invånare per kvadratkilometer. Donghe är det största samhället i trakten. I omgivningarna runt Donghe växer huvudsakligen savannskog.
Genomsnittlig årsnederbörd är 1 630 millimeter. Den regnigaste månaden är juli, med i genomsnitt 279 mm nederbörd, och den torraste är februari, med 13 mm nederbörd.